# Родерих (Вюртемберг-Вайлтинген)
Родерих фон Вюртемберг-Вайлтинген (на немски: Roderich (Rodrigo) von Württemberg-Weiltingen; * 19 октомври 1618, Щутгарт; † 19 ноември 1651, Вайлтинген) от Дом Вюртемберг, е херцог на Вюртемберг-Вайлтинген.

## Живот
Той е най-възрастният син на херцог Юлиус Фридрих фон Вюртемберг-Вайлтинген (1588 – 1635) и съпругата му принцеса Анна Сабина фон Шлезвиг-Холщайн-Зондербург (1593 – 1659), дъщеря на херцог Йохан фон Шлезвиг-Холщайн-Зондербург. Брат е на Силвиус I Нимрод (1622 – 1664) и Манфред I (1626 – 1662).
Родерих умира неженен на 19 ноември 1651 г. във Вайлтинген.